# أوشريني
أوشريني (بالإنجليزية: Aušrinė)‏ ("بزوغ الفجر")، هي إلهة أنثى مرتبطة بنجم الصباح (الزهرة) في الأساطير الليتوانية. إنها نقيض فاكاريني "Vakarinė"، نجمة المساء. وهي، أيضًا، إلهة الجمال والحب والشباب، ومرتبطة بالصحة والولادة والبدايات الجديدة. بعد تنصير ليتوانيا، اندمجت عبادتها مع الصور والرمزية المسيحية الخاصة بمريم العذراء.